# Strojinci
Strojinci (en serbe cyrillique : Стројинци) est un village de Serbie situé dans la municipalité de Brus, district de Rasina. Au recensement de 2011, il comptait 423 habitants.

## Démographie
| 1948 | 1953 | 1961 | 1971 | 1981 | 1991 | 2002 | 2011 |
| ---- | ---- | ---- | ---- | ---- | ---- | ---- | ---- |
| 849  | 863  | 791  | 701  | 651  | 567  | 493  | 423  |

|  |